# 前卫镇 (玉溪市)
前卫镇，是中华人民共和国云南省玉溪市江川区下辖的一个镇。

## 行政区划
前卫镇下辖以下地区：
前卫社区、杨家咀村、业家山村、渔村、庄子村、石河村、后卫村、周官村、赵官村、小街村和柏池古村。